# Харра-Бал-Хаф
Харра-Бал-Хаф — вулкан в Йемене, в мухафазе Шабва.
Харра-Бал-Хаф является вулканическим полем. Наивысшая точка — гора Ат-Табаб высотой 233 метров, имеющая 1,5-километровый кратер. Находится в 100 километрах к юго-западу от города Эль-Мукалла.
Состоит из шлаковых конусов, туфовых конусов и застывших потоков лав, которые тянутся вдоль южного побережья Йемена. Извержения происходили из шлаковых конусов, впоследствии потоки лавы повлияли на рельеф побережья в данной местности. Потоки преимущественно были базальтовыми. Часть вулканических конусов заполнены водой.